# 35. Touloni Ifjúsági Torna (keretek)
Ebben a listában a 2007-es, 35. Touloni Ifjúsági Tornán részt vevő országok keretei vannak felsorolva.

## A csoport

### Elefántcsontpart
Szövetségi kapitány:  Michel Troin
| Szám | Poszt | Név                    | Születési dátum (Kor)            | Vál. | Klub               |
| ---- | ----- | ---------------------- | -------------------------------- | ---- | ------------------ |
| 1    | K     | Jean-Yves André Andy   | 1988. december 8. (18 évesen)    |      | Stade d'Abidjan    |
| 2    | KP    | Hamed Abdoulaye Konaté | 1990. június 7. (16 évesen)      |      | Athlétic Adjamé    |
| 3    | KP    | Gustave Gnago          | 1988. április 15. (19 évesen)    |      | Stella Club        |
| 4    | V     | Lassine Karamoko       | 1988. július 14. (18 évesen)     |      | Lakota FC          |
| 5    | V     | Yann Valentin Tchiakpe | 1988. augusztus 24. (18 évesen)  |      | EF Yéo Martial     |
| 6    | KP    | Siaka Dagno            | 1987. november 1. (19 évesen)    |      | Séwé Sport         |
| 7    | KP    | Yao Roméo Kouassi      | 1987. március 9. (20 évesen)     |      | USC Bassam         |
| 8    | KP    | Pacôme Kouadio Kouassi | 1988. december 25. (18 évesen)   |      | ASEC Mimosas       |
| 9    | CS    | Hamed Sekou Bamba      | 1986. január 1. (21 évesen)      |      | Athlétic Adjamé    |
| 10   | CS    | Alain Jacques Tanoh    | 1987. szeptember 16. (19 évesen) |      | Stella Club        |
| 11   | CS    | Josué Alex Aguié       | 1987. június 14. (19 évesen)     |      | Athlétic Adjamé    |
| 12   | CS    | Ousmane Kader Touré    | 1987. május 26. (20 évesen)      |      | EF Yéo Martial     |
| 13   | V     | Zié Diabaté            | 1989. március 2. (18 évesen)     |      | IF Ehouman Richard |
| 14   | KP    | Anoh Attoukora         | 1989. június 20. (17 évesen)     |      | Stella Club        |
| 15   | KP    | Thierry Doubai         | 1987. július 1. (19 évesen)      |      | Athlétic Adjamé    |
| 16   | K     | Ibrahim Koné           | 1989. december 5. (17 évesen)    |      | CF Excellence      |
| 17   | KP    | Xavier Kouassi         | 1989. december 28. (17 évesen)   |      | CO Domoraud        |
| 18   | V     | Adama Traoré           | 1990. február 3. (17 évesen)     |      | EF Yéo Martial     |
| 19   | V     | Ali Diakité            | 1987. december 22. (19 évesen)   |      | USC Bassam         |
| 20   | V     | Mamadou Bagayoko       | 1989. december 31. (17 évesen)   |      | Africa Sports      |

### Franciaország
Szövetségi kapitány:  Philippe Bergeroo
| Szám | Poszt | Név                  | Születési dátum (Kor)           | Vál. | Klub                |
| ---- | ----- | -------------------- | ------------------------------- | ---- | ------------------- |
| 1    | K     | Benoît Costil        | 1987. július 2. (19 évesen)     |      | Caen                |
| 2    | V     | Yassin Moutaouakil   | 1986. július 18. (20 évesen)    |      | Châteauroux         |
| 3    | V     | Thomas Mangani       | 1987. április 29. (20 évesen)   |      | Brest               |
| 4    | KP    | Ricardo Faty         | 1986. augusztus 4. (20 évesen)  |      | AS Roma             |
| 5    | V     | Mohamed Chakouri     | 1986. május 21. (21 évesen)     |      | Montpellier         |
| 6    | KP    | Youssouf Mulumbu     | 1987. január 25. (20 évesen)    |      | Paris Saint-Germain |
| 7    | V     | Romain Danzé         | 1986. július 3. (20 évesen)     |      | Rennes              |
| 8    | KP    | Jonathan Lacourt     | 1986. augusztus 17. (20 évesen) |      | Troyes              |
| 9    | KP    | Razak Boukari        | 1987. április 25. (20 évesen)   |      | RC Lens             |
| 10   | CS    | Loïc Rémy            | 1987. február 2. (20 évesen)    |      | O. Lyon             |
| 11   | KP    | Alexandre Bonnet     | 1986. október 17. (20 évesen)   |      | Sedan               |
| 12   | KP    | Alexandre Raineau    | 1986. június 21. (20 évesen)    |      | Caen                |
| 13   | V     | Cyriaque Louvion     | 1987. július 24. (19 évesen)    |      | Le Mans             |
| 14   | V     | Sandy Paillot        | 1987. február 27. (20 évesen)   |      | O. Lyon             |
| 15   | CS    | Xavier Pentecôte     | 1986. augusztus 13. (20 évesen) |      | Toulouse            |
| 16   | K     | Geoffrey Jourdren    | 1986. február 4. (21 évesen)    |      | Montpellier         |
| 17   | V     | Maxime Josse         | 1987. március 21. (20 évesen)   |      | Brest               |
| 18   | KP    | Alharbi El Jadeyaoui | 1986. augusztus 8. (20 évesen)  |      | Châteauroux         |
| 19   | CS    | Kevin Gameiro        | 1987. május 8. (20 évesen)      |      | RC Strasbourg       |
| 20   | CS    | Djamel Abdoun        | 1986. február 14. (21 évesen)   |      | Manchester City     |

### Németország
Szövetségi kapitány:  Dieter Eilts
| Szám | Poszt | Név                  | Születési dátum (Kor)            | Vál. | Klub                     |
| ---- | ----- | -------------------- | -------------------------------- | ---- | ------------------------ |
| 1    | K     | Florian Fromlowitz   | 1986. július 2. (20 évesen)      |      | 1. FC Kaiserslautern     |
| 2    | V     | Andreas Beck         | 1987. március 1. (20 évesen)     |      | VfB Stuttgart            |
| 3    | V     | Pascal Bieler        | 1986. február 26. (21 évesen)    |      | Hertha BSC               |
| 4    | KP    | Markus Steinhöfer    | 1986. március 7. (21 évesen)     |      | Bayern München           |
| 5    | V     | Sören Halfar         | 1987. január 2. (20 évesen)      |      | Hannover 96              |
| 6    | V     | Daniel Schulz        | 1986. február 21. (21 évesen)    |      | 1. FC Union Berlin       |
| 7    | KP    | Patrick Ebert        | 1987. március 17. (20 évesen)    |      | Hertha BSC               |
| 8    | KP    | Kevin-Prince Boateng | 1987. március 6. (20 évesen)     |      | Hertha BSC               |
| 9    | KP    | Askán Dezsága        | 1986. július 5. (20 évesen)      |      | Hertha BSC               |
| 10   | KP    | Eugen Polanski       | 1986. március 17. (21 évesen)    |      | Borussia Mönchengladbach |
| 11   | CS    | Rouwen Hennings      | 1987. augusztus 28. (19 évesen)  |      | Hamburger SV             |
| 12   | K     | Thorsten Kirschbaum  | 1987. április 20. (20 évesen)    |      | 1899 Hoffenheim          |
| 13   | V     | Robert Fleßers       | 1987. február 11. (20 évesen)    |      | Borussia Mönchengladbach |
| 14   | V     | Tom Bertram          | 1987. március 30. (20 évesen)    |      | Rot-Weiß Erfurt          |
| 15   | V     | Dennis Aogo          | 1987. január 14. (20 évesen)     |      | SC Freiburg              |
| 16   | KP    | Dennis Grote         | 1986. augusztus 9. (20 évesen)   |      | VfL Bochum               |
| 17   | KP    | Barış Özbek          | 1986. szeptember 14. (20 évesen) |      | Rot-Weiß Essen           |
| 18   | KP    | Serkan Çalik         | 1986. március 15. (21 évesen)    |      | Rot-Weiß Essen           |
| 19   | KP    | Marcel Heller        | 1986. február 1. (21 évesen)     |      | Eintracht Frankfurt      |
| 20   | V     | Kai Bülow            | 1986. május 31. (21 évesen)      |      | Hansa Rostock            |
| 19   | KP    | Sören Halfar         | 1987. január 2. (20 évesen)      |      | Hannover 96              |

### Japán
Szövetségi kapitány:  Josida Jaszujuki
| Szám | Poszt | Név                | Születési dátum (Kor)            | Vál. | Klub                     |
| ---- | ----- | ------------------ | -------------------------------- | ---- | ------------------------ |
| 1    | K     | Takeda Jóhei       | 1987. június 30. (19 évesen)     |      | Simizu S-Pulse           |
| 2    | V     | Ucsida Acuto       | 1988. március 27. (19 évesen)    |      | Kasima Antlers           |
| 3    | KP    | Fudzsita Szeija    | 1987. június 2. (19 évesen)      |      | Consadole Sapporo        |
| 4    | KP    | Aojama Dzsun       | 1988. január 3. (19 évesen)      |      | Nagoya Grampus           |
| 5    | CS    | Aoki Kóta          | 1987. április 27. (20 évesen)    |      | JEF United Chiba         |
| 6    | V     | Óta Kószuke        | 1987. július 23. (19 évesen)     |      | Jokohama FC              |
| 7    | CS    | Morisima Jaszuhito | 1987. szeptember 18. (19 évesen) |      | Cerezo Osaka             |
| 8    | V     | Morisige Maszato   | 1987. május 21. (20 évesen)      |      | Oita Trinita             |
| 9    | V     | Jaszuda Micsihiro  | 1987. december 20. (19 évesen)   |      | Gamba Osaka              |
| 10   | CS    | Kagava Sindzsi     | 1989. március 17. (18 évesen)    |      | Cerezo Osaka             |
| 11   | V     | Fukumoto Jóhei     | 1987. április 12. (20 évesen)    |      | Oita Trinita             |
| 12   | CS    | Mike Havenaar      | 1987. május 20. (20 évesen)      |      | Yokohama F. Marinos      |
| 13   | V     | Janagava Maszaki   | 1987. május 1. (20 évesen)       |      | Vissel Kobe              |
| 14   | KP    | Umeszaki Cukasza   | 1987. február 23. (20 évesen)    |      | Oita Trinita             |
| 15   | V     | Makino Tomoaki     | 1987. május 11. (20 évesen)      |      | Sanfrecce Hiroshima      |
| 16   | KP    | Kasivagi Jószuke   | 1987. december 15. (19 évesen)   |      | Sanfrecce Hiroshima      |
| 17   | KP    | Tanaka Atomu       | 1987. október 4. (19 évesen)     |      | Albirex Niigata          |
| 18   | K     | Hajasi Akihiro     | 1987. május 7. (20 évesen)       |      | Ryutsu Keizai University |
| 19   | CS    | Hirasige Rjúicsi   | 1988. június 15. (18 évesen)     |      | Sanfrecce Hiroshima      |
| 20   | CS    | Kavahara Kazuhisza | 1987. január 29. (20 évesen)     |      | Albirex Niigata          |

## B csoport

### Kína
Szövetségi kapitány:  Ratomir Dujković
| Szám | Poszt | Név            | Születési dátum (Kor)           | Vál. | Klub              |
| ---- | ----- | -------------- | ------------------------------- | ---- | ----------------- |
| 1    | K     | Ceng Cseng     | 1987. január 8. (20 évesen)     |      | Wuhan Guanggu     |
| 2    | V     | Zhao Ming      | 1987. október 3. (19 évesen)    |      | Kuangcsou City    |
| 3    | V     | Liu Jü         | 1985. május 12. (22 évesen)     |      | Talien Sitö       |
| 4    | V     | Lü Jianjun     | 1985. május 1. (22 évesen)      |      | Harbin Yiteng     |
| 5    | V     | Wan Houliang   | 1986. február 25. (21 évesen)   |      | Shaanxi Baorong   |
| 6    | KP    | Wang Hongliang | 1985. január 14. (22 évesen)    |      | Sanghaj Senhua    |
| 7    | KP    | Wang Shouting  | 1985. szeptember 3. (21 évesen) |      | Henan Jianye      |
| 8    | KP    | Huang Xiyang   | 1985. június 14. (21 évesen)    |      | Chongqing Lifan   |
| 9    | CS    | Jiang Ning     | 1986. szeptember 1. (20 évesen) |      | Qingdao Zhongneng |
| 10   | KP    | Chen Tao       | 1985. március 11. (22 évesen)   |      | Kuangcsou City    |
| 11   | CS    | Zhu Ting       | 1985. július 15. (21 évesen)    |      | Talien Sitö       |
| 12   | CS    | Jang Hszü      | 1987. február 12. (20 évesen)   |      | Liaoning          |
| 13   | V     | Cai Xi         |                                 |      | Wuhan Guanggu     |
| 14   | V     | Bai Yuefeng    | 1987. május 25. (20 évesen)     |      | Xiamen Lanshi     |
| 15   | V     | Dai Lin        | 1987. november 28. (19 évesen)  |      | Liaoning FC       |
| 16   | K     | Zhang Sipeng   | 1987. május 14. (20 évesen)     |      | Beijing Guoan     |
| 17   | V     | Zheng Tao      | 1985. augusztus 20. (21 évesen) |      | Shaanxi Baorong   |
| 18   | KP    | Dai Qinhua     | 1985. szeptember 7. (21 évesen) |      | Kuangcsou City    |
| 19   | CS    | Jiang Chen     | 1986. június 24. (20 évesen)    |      | Tiencsin Teda     |
| 20   | KP    | Jü Haj         | 1987. június 4. (19 évesen)     |      | Vitesse           |

### Ghána
Szövetségi kapitány:  Francis Oti Akenteng
| Szám | Poszt | Név                 | Születési dátum (Kor)           | Vál. | Klub                  |
| ---- | ----- | ------------------- | ------------------------------- | ---- | --------------------- |
| 1    | K     | Patrick Antwi       | 1987. november 4. (19 évesen)   |      | Liberty Professionals |
| 2    | V     | John Boye           | 1987. április 23. (20 évesen)   |      | Heart of Lions        |
| 3    | CS    | Felix Baffoe        | 1991. december 26. (15 évesen)  |      | Liberty Professionals |
| 4    | V     | Louis Quainoo       |                                 |      | Tema Youth            |
| 5    | V     | Hannan Giwah        |                                 |      | Real Tamale United    |
| 6    | V     | Samuel Enzemoba     |                                 |      | Real Sportive         |
| 7    | V     | Solomon Addy        | 1989. április 9. (18 évesen)    |      | Ashanti Gold          |
| 8    | KP    | Mubarak Wakaso      | 1990. július 25. (16 évesen)    |      | Ashanti Gold          |
| 9    | CS    | Emmanuel Clottey    | 1987. augusztus 30. (19 évesen) |      | Accra Great Olympics  |
| 10   | CS    | Eric Bekoe          | 1986. december 10. (20 évesen)  |      | Heart of Lions        |
| 11   | KP    | Alhaji Sani         |                                 |      | Ashanti Gold          |
| 12   | CS    | Douglas Nkrumah     |                                 |      | Asante Kotoko         |
| 13   | CS    | Ekow Benson         | 1989. április 23. (18 évesen)   |      | Tema Youth            |
| 14   | KP    | Mohammed-Awal Issah | 1986. április 4. (21 évesen)    |      | Real Sportive         |
| 15   | KP    | Yahaya Mohammed     | 1988. február 17. (19 évesen)   |      | Tema Youth            |
| 16   | K     | Isaac Ackon         |                                 |      | Gamba All Blacks      |
| 17   | KP    | Samad Oppong        | 1988. augusztus 16. (18 évesen) |      | King Faisal Babes     |
| 18   | KP    | Seidu Yahaya        | 1989. december 31. (17 évesen)  |      | Real Sportive         |
| 19   | KP    | Yaw Frimpong        | 1986. december 4. (20 évesen)   |      | Feyenoord Ghana       |
| 20   | CS    | Bradley Hudson-Odoi | 1988. november 29. (18 évesen)  |      | Fulham                |

### Hollandia
Szövetségi kapitány:  Hans Schrijver
| Szám | Poszt | Név                  | Születési dátum (Kor)            | Vál. | Klub         |
| ---- | ----- | -------------------- | -------------------------------- | ---- | ------------ |
| 1    | K     | Agil Etemadi         | 1987. április 23. (20 évesen)    |      | Heerenveen   |
| 2    | V     | Gregory van der Wiel | 1988. február 3. (19 évesen)     |      | Ajax         |
| 3    | V     | Jeffrey Altheer      | 1987. március 9. (20 évesen)     |      | Excelsior    |
| 4    | V     | Jens Janse           | 1986. július 1. (20 évesen)      |      | Willem II    |
| 5    | V     | Lorenzo Davids       | 1986. szeptember 4. (20 évesen)  |      | N.E.C.       |
| 6    | KP    | Kees Luijckx         | 1986. február 11. (21 évesen)    |      | Excelsior    |
| 7    | KP    | Wout Brama           | 1986. augusztus 21. (20 évesen)  |      | Twente       |
| 8    | KP    | Kemy Agustien        | 1986. augusztus 20. (20 évesen)  |      | Roda JC      |
| 9    | CS    | Tim Vincken          | 1986. szeptember 12. (20 évesen) |      | Feyenoord    |
| 10   | KP    | Jeffrey Sarpong      | 1988. augusztus 3. (18 évesen)   |      | Ajax         |
| 11   | CS    | Jeremain Lens        | 1987. november 24. (19 évesen)   |      | AZ           |
| 12   | K     | Job Bulters          | 1986. március 22. (21 évesen)    |      | AZ           |
| 13   | V     | Michael Timisela     | 1986. május 5. (21 évesen)       |      | Ajax         |
| 14   | V     | Milano Koenders      | 1986. július 31. (20 évesen)     |      | RKC Waalwijk |
| 15   | V     | Robbert Maruanaya    | 1986. január 27. (21 évesen)     |      | Heerenveen   |
| 16   | KP    | Dominique Kivuvu     | 1987. szeptember 16. (19 évesen) |      | N.E.C.       |
| 17   | CS    | Eljero Elia          | 1987. február 13. (20 évesen)    |      | ADO Den Haag |
| 18   | CS    | Marcel Kleizen       | 1986. április 15. (21 évesen)    |      | Twente       |
| 19   | CS    | Javier Martina       | 1987. február 1. (20 évesen)     |      | Ajax         |
| 20   | KP    | Niek Loohuis         | 1986. április 25. (21 évesen)    |      | Veendam      |

### Portugália
Szövetségi kapitány:  Carlos Dinis
| Szám | Poszt | Név                 | Születési dátum (Kor)            | Vál. | Klub                |
| ---- | ----- | ------------------- | -------------------------------- | ---- | ------------------- |
| 1    | K     | Mário Felgueiras    | 1986. december 12. (20 évesen)   |      | Espinho             |
| 2    | V     | João Pedro Silva    | 1987. december 29. (19 évesen)   |      | Portimonense        |
| 3    | V     | Vasco Fernandes     | 1986. november 12. (20 évesen)   |      | Olhanense           |
| 4    | V     | Mano                | 1987. április 9. (20 évesen)     |      | Belenenses          |
| 5    | V     | Gonçalo Brandão     | 1986. október 9. (20 évesen)     |      | Belenenses          |
| 6    | KP    | João Coimbra        | 1986. május 24. (21 évesen)      |      | Benfica             |
| 7    | CS    | Bruno Gama          | 1987. november 15. (19 évesen)   |      | Braga               |
| 8    | KP    | Pelé                | 1987. szeptember 14. (19 évesen) |      | Vitória             |
| 9    | CS    | Tiago Targino       | 1986. június 6. (20 évesen)      |      | Vitória             |
| 10   | CS    | Hélder Guedes       | 1987. május 7. (20 évesen)       |      | Penafiel            |
| 11   | CS    | Vieirinha           | 1986. január 24. (21 évesen)     |      | Porto               |
| 12   | K     | Bruno Costa         | 1987. augusztus 28. (19 évesen)  |      | Odivelas            |
| 13   | KP    | Vítor Gomes         | 1987. december 25. (19 évesen)   |      | Rio Ave             |
| 14   | V     | Pedro Correia       | 1987. március 27. (20 évesen)    |      | Benfica             |
| 15   | KP    | Zezinando           | 1987. január 1. (20 évesen)      |      | Estoril             |
| 16   | KP    | Nuno Coelho         | 1987. november 23. (19 évesen)   |      | Porto               |
| 17   | CS    | Carlos Saleiro      | 1986. február 25. (21 évesen)    |      | Olivais e Moscavide |
| 18   | KP    | Ivanildo Cassamá    | 1986. január 9. (21 évesen)      |      | União de Leiria     |
| 20   | KP    | Celestino           | 1987. január 2. (20 évesen)      |      | Olivais e Moscavide |
| 21   | KP    | Steven Pinto-Borges | 1986. március 26. (21 évesen)    |      | Guingamp            |